# Gare de Pomas
Gare de Pomas vasútállomás Franciaországban, Pomas településen.

## Vasútvonalak
Az állomást az alábbi vasútvonalak érintik:
- Carcassonne-Rivesaltes-vasútvonal

## Kapcsolódó állomások
A vasútállomáshoz az alábbi állomások vannak a legközelebb:
- Gare de Verzeille
- Halte de Limoux-Flassian